# Hilsa kelee
Ne doit pas être confondu avec Alose hilsa.
Alose palli
Genre
Espèce
Hilsa kelee, l’Alose palli, unique représentant du genre Hilsa, est une espèce de poissons de la famille des Clupeidae. Cette espèce ne doit pas être confondue avec l'Alose hilsa ou Hilsa (Tenualosa ilisha).
Hilsa kelee est originaire des côtes et estuaires de l'océan Indien et du Pacifique occidental, généralement dans les eaux tropicales. Elle se nourrit de diatomées et de dinoflagellés, ainsi que de tout autre petit plancton. Certains individus peuvent atteindre 35 cm, mais la plupart mesurent environ 16,5 cm.
L'espèce est pêchée commercialement, avec 22 199 t débarquées en 2000 et 35 483 t débarquées en 2008.

## Systématique
Le nom valide complet (avec auteur) de ce taxon est Hilsa kelee (Cuvier, 1829).
L'espèce a été initialement classée dans le genre Clupea sous le protonyme Clupea kelee Cuvier, 1829.
Hilsa kelee est actuellement considérée comme l'unique espèce du genre Hilsa bien que d'autres espèces aient déjà été incluses dans le genre.
Ce taxon porte en français le nom vernaculaire ou normalisé suivant : Alose palli.
Hilsa kelee a pour synonymes :
- Alausa brachysoma Bleeker, 1854
- Alausa kanagurta Bleeker, 1852
- Alosa brevis Bleeker, 1848
- Alosa malayana Bleeker, 1866
- Clupea durbanensis Regan, 1906
- Clupea kanagurta (Bleeker, 1852)
- Clupea kelee Cuvier, 1829
- Clupea platygaster Günther, 1868
- Clupeonia blochii Valenciennes, 1847
- Harengula zeylanica Hubrecht, 1879
- Hilsa kanagurta (Bleeker, 1852)
- Hilsa kanakurta (Bleeker, 1852)
- Hilsa keele (Cuvier, 1829)
- Macrura brevis (Bleeker, 1848)
- Macrura durbanensis (Regan, 1906)
- Macrura kelee (Cuvier, 1829)
- Tenualosa kelee (Cuvier, 1829)